# Williamsburg (Colorado)
Williamsburg è un centro abitato (town) degli Stati Uniti d'America, situato nella contea di Fremont dello Stato del Colorado. Nel censimento del 2000 la popolazione era di 714 abitanti.

## Geografia fisica
Secondo i rilevamenti dell'United States Census Bureau, Williamsburg si estende su una superficie di 10,5 km².